# Trisilan
Trisilan je silan se vzorcem H2Si(SiH3)2. Při standardní teplotě a tlaku je kapalný (jedná se o křemíkový analog propanu). Na rozdíl od propanu se však trisilan na vzduchu samovolně vznítí.

## Syntéza
Trisilan charakterizoval Alfred Stock, který jej připravil reakcí kyseliny chlorovodíkové a silicidu hořečnatého. Tuto reakci zkoumali již v roce 1857 Friedrich Wöhler a Heinrich Buff a v roce 1902 ji dále zkoumali Henri Moissan a Samuel Smiles.

## Rozklad
Klíčovou vlastností trisilanu je jeho tepelná labilita (nestálost). Podle této idealizované rovnice se rozkládá na vrstvy křemíku a SiH4:
Si3H8 → Si + 2 SiH4
Z hlediska mechanismu probíhá tento rozklad posunem 1,2 vodíku, při kterém vznikají disilany, normální a izotetrasilany, a normální a izopentasilany.
Protože se trisilan snadno rozkládá a zanechává vrstvy Si, byl zkoumán jako prostředek k nanášení tenkých vrstev křemíku pro polovodiče. Podobně termolýzou trisilanu vznikají křemíkové nanodrátky.